# Melodieuze metalcore
Melodieuze metalcore is een fusiegenre, met elementen van melodieuze death metal en metalcore; het heeft een zware nadruk op o.a. melodische instrumenten, vervormde gitaartonen, dubbel basdrummen, blastbeats, metalcore-gestileerde breakdowns, agressieve screams, grunts, en zang. Het genre kreeg commercieel succes, omdat het soms een toegankelijker geluid gebruikt in vergelijking met andere vormen van extreme muziek. Veel opmerkelijke melodieuze metalcorebands zijn beïnvloed door At the Gates en In Flames.

## Geschiedenis

### Oorsprong

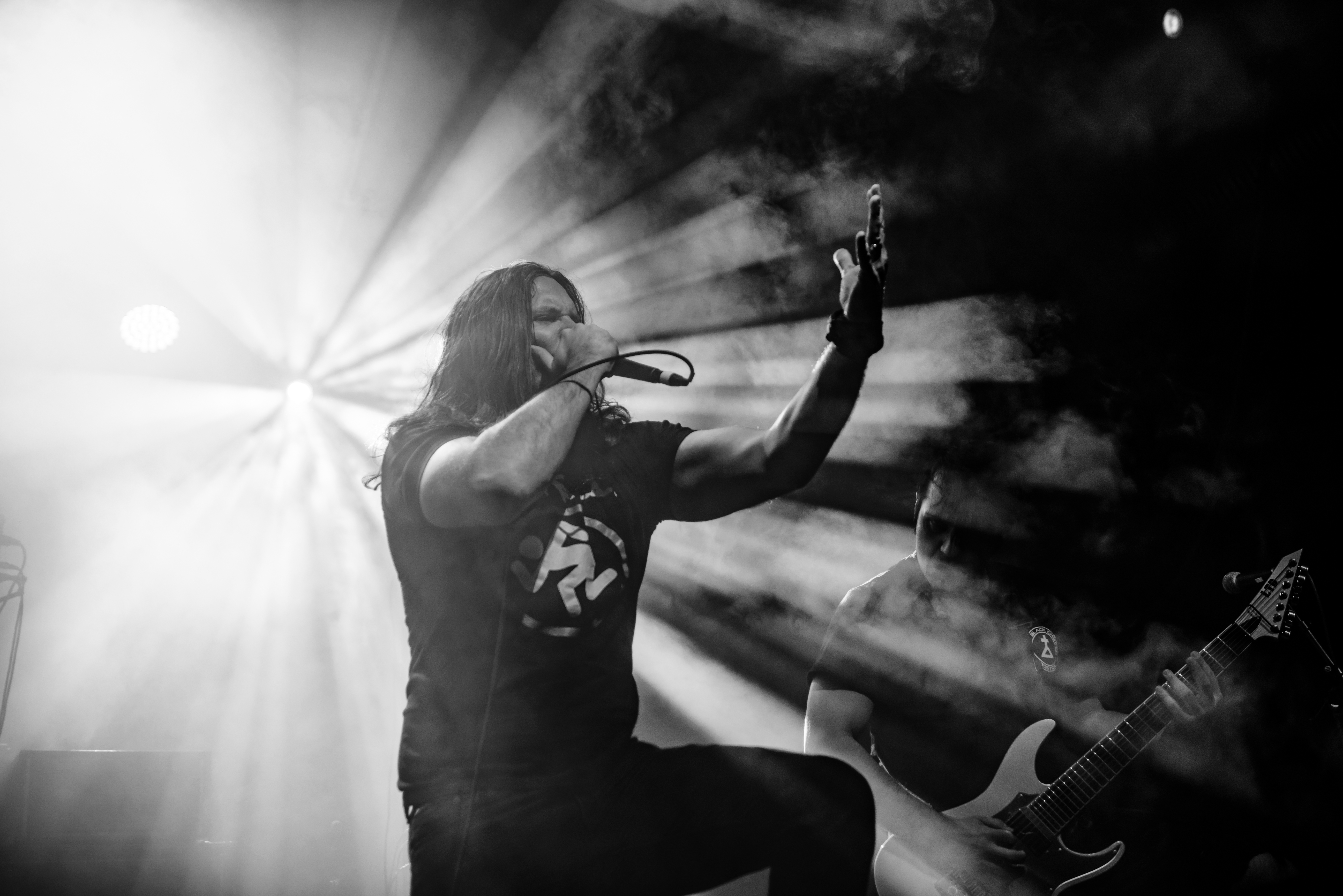
Een optreden van Unearth in 2016

Melodieuze metalcore begon vorm te krijgen aan het eind van de jaren negentig en het begin van de jaren 2000, met zijn wortels in Zweedse melodieuze deathmetal groepen zoals At the Gates en In Flames. De stilistische oorsprong van melodieuze metalcore en traditionele metalcore verschilt enorm. Traditionele metalcore ontstond eind jaren tachtig uit de hardcore punkscene, toen hardcorebands begonnen te experimenteren met metalelementen zoals thrash metal gitaarriffs en zang. Melodieuze metalcore daarentegen kwam meestal voort uit Amerikaanse metalbands die metalcore-elementen, zoals metalen breakdowns, in hun muziek begonnen op te nemen. Poison the Well (uit Florida) wordt beschouwd als de eerste melodieuze metalcoreband, die zeer invloedrijk blijkt te zijn voor volgende bands dankzij hun eerste twee albums The Opposite of December en Tear from the Red.
Killswitch Engage (uit Massachusetts) wordt ook beschouwd als een pionier in het genre, samen met artiesten als 7 Angels 7 Plagues, Chimaira, Dead to Fall, Heaven Shall Burn en Unearth. Van deze bands zijn onder meer In Flames, Slayer, At the Gates en Pantera veel genoemde invloeden.Belgische groepen speelden ook een grote rol in de ontwikkeling van het genre in de beginjaren, toen bands als Arkangel al in 1998 de geluiden van melodieuze death metal begonnen te omarmen in hun traditionele metalcore-geluid.

### Commercieel succes

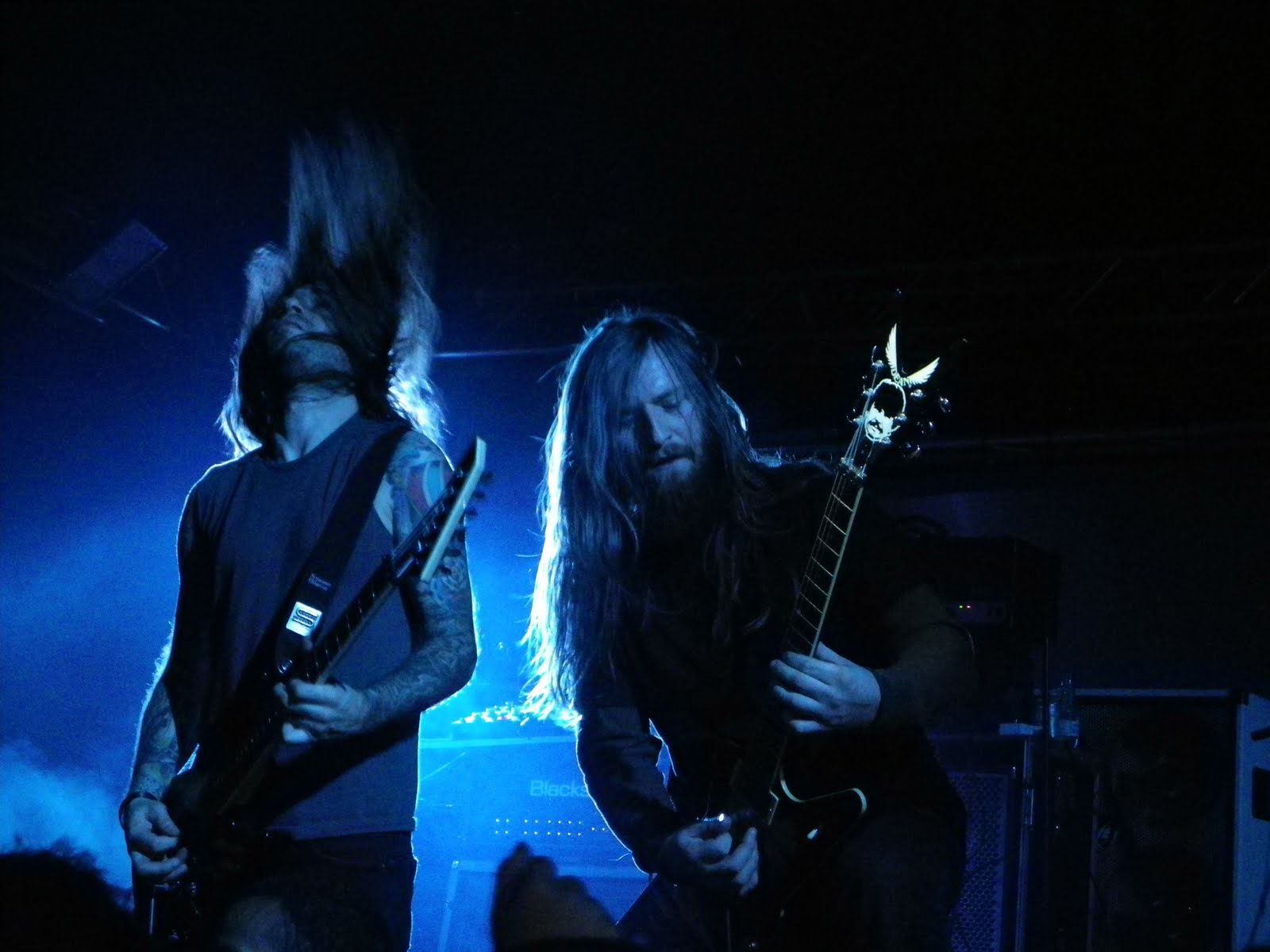
Melodieuze metalcore band Darkest Hour

Killswitch Engage bracht in 2002 hun tweede album "Alive or Just Breathing" uit, dat naar verluidt een aanzienlijke invloed had op veel bands die zouden volgen, zoals Jinjer, August Burns Red en Miss May I. In 2004 kreeg het genre een toenemende bekendheid, met de binnenkomst van Shadows Fall's "The War Within" op nummer 20 in de Billboard albumlijst. Trivium bracht in 2005 hun tweede album, "Ascendancy", uit met een piek van 75 in de UK Albums Chart, waardoor de band op dat moment een van de meer prominente bands in de scene was, ondanks het feit dat hun stijl bij vele gelegenheden was veranderd van melodieuze metalcore. Killswitch Engage's poging "As Daylight Dies" uit 2006 werd door Brandon Tadday van Overdrive Magazine beschreven als "zonder twijfel een van de meest impactvolle releases voor melodieuze metalcore in het midden van de jaren 2000", met een piek op nummer 32 op de Billboard 200 en 22 weken in de charts. In 2008 piekte de single "Two Weeks" van All That Remains op nummer 9 op de Mainstream Rock Tracks-hitlijst in de VS, en op de Modern Rock Tracks-chart op nummer 38. In 2007 werd het nummer "Nothing Left" van As I Lay Dying was genomineerd voor een Grammy Award in de categorie "Best Metal Performance". "An Ocean Between Us" (het album met "Nothing Left") was een commercieel succes en debuteerde op nummer 8 in de Billboard 200.
Fever, het derde album van de uit Wales afkomstige melodieuze metalcoreband Bullet for My Valentine, debuteerde op nummer 3 en verkocht meer dan 71.000 exemplaren in de eerste week in de VS en meer dan 21.000 exemplaren in het VK in 2010. Deep Blue, het derde album van de Australische melodieuze metalcoreband Parkway Drive, bereikte nummer 3 in de Billboard Rock Charts in 2010, samen met Rise of the Lion, het album van Miss May I, dat in 2014 nummer 6 bereikte. Black Flame, het vijfde studioalbum van de melodieuze metalcoreband Bury Tomorrow, bereikte binnen een week de elfde plaats in de Billboard Albumlijst.

## Kenmerken

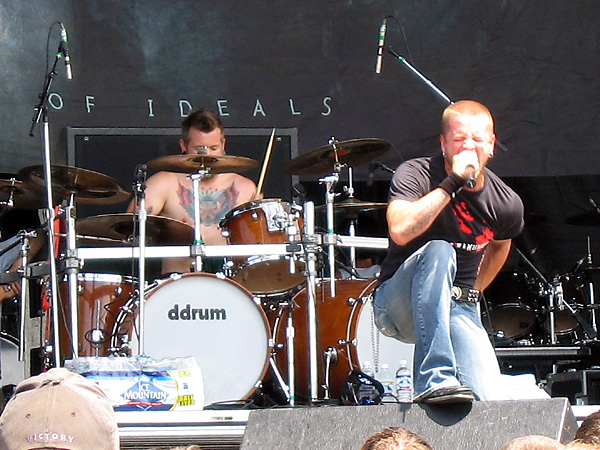
Melodieuze metalcore band All That Remains tijdens Ozzfest in 2006

Melodieuze metalcorebands putten vaak invloed uit de gitaarriffs en schrijfstijlen van Zweedse melodieuze deathmetalbands, met name At the Gates, In Flames, Arch Enemy en Soilwork. Beoefenaars van het genre hebben de neiging om gebruik te maken van instrumentale melodie, en velen hebben een prominente rol in zuivere zang naast de typisch death metal grunt en scream. Melodieuze metalcore promoot vaak "zeer positieve lyrische inhoud". Het genre kan ook harmonische gitaarriffs, tremolo-picking, dubbele bassdrums en metalcore-gestileerde breakdowns bevatten. Sommige bands gebruiken gitaarsolo's. Bands als Trivium, As I Lay Dying en Bullet for My Valentine hebben een aanzienlijke invloed van thrashmetal.